# Zespół Urbana-Rogersa-Meyera
Zespół Urbana, Rogersa i Meyera, zespół Urbana (ang. Urban-Rogers-Meyer syndrome, Urban syndrome) – niezwykle rzadki (opisano 3 osoby) zespół wad wrodzonych, opisany po raz pierwszy w 1979 roku. Fenotyp przypomina zespół Pradera i Williego: występują nieprawidłowości budowy narządów płciowych, opóźnienie umysłowe, otyłość. Cechy różnicujące to przykurcze stawowe i nieobecna hipotonia mięśniowa u dziecka. Może być obecna kamptodaktylia palców dłoni i stóp. Etiologia schorzenia jest nieznana.